# Mighty Mo
Mighty Mo, właśc. Siala-Mou Siliga (ur. 8 października 1973 w Pago Pago) – amerykański zawodnik sportów walki pochodzenia samoańskiego.

## Kariera sportowa
Wychował się w Kalifornii. W college'u trenował z sukcesami futbol amerykański i zapasy. Po zakończeniu nauki zarabiał jako pracownik budowlany. Podczas wykonywania robót na jednej z budów, na Siligę zawalił się dwupiętrowy budynek, jednak Samoańczyk zdołał wydostać się z gruzów o własnych siłach, bez większych obrażeń. Widząc to, koledzy przezwali go "Mighty Mo". Przydomek ten stał się później jego ringowym pseudonimem. 

### Boks
Dysponując naturalną siłą i warunkami fizycznymi, zaczął startować w popularnych w Ameryce turniejach bokserskich dla amatorów z serii Toughman. Dał się poznać jako zawodnik obdarzony nokautującym ciosem, wygrywając 22 walki, w tym 18 przez KO.
W 2006 roku zadebiutował w zawodowym boksie. Jego dorobek to 2(2 KO)-1-0.

### K-1
W 2004 roku K-1 zaprosiło Mighty'ego Mo do wzięcia udziału w turnieju K-1 Burning na Okinawie. Mimo że był to jego kick-boxerski debiut, znokautował faworyta gospodarzy Hiraku Horiego. Tego samego roku walczył na dwóch turniejach K-1 w Las Vegas. W pierwszym osiągnął półfinał, a drugi wygrał.
Zwycięstwo to zapewniło mu udział w walce eliminacyjnej do Finału K-1 WGP przeciwko Gary'emu Goodridge'owi. Mo trzy razy doprowadził do nokdaunu Kanadyjczyka, zanim sędzia zgodnie z regulaminem przerwał walkę. Udział w Finale Samoańczyk zakończył jednak już w pierwszej walce, kiedy został znokautowany latającym kopnięciem przez o wiele lżejszego od siebie Kaoklaia Kaennorsinga.
W 2005 roku pokonał na punkty mistrza K-1 WGP Remy'ego Bonjasky'ego oraz znokautował byłego zawodowego mistrza świata wagi ciężkiej w boksie Francois Bothę. Nie zdołał jednak awansować do Finału WGP (w eliminacjach pokonał go Peter Aerts).
Do K-1 powrócił w 2007 roku po rocznej przerwie związanej z występami bokserskimi. Podczas lutowej gali w Jokohamie znokautował wyższego od siebie o 33 cm Koreańczyka Choi Hong-mana (nigdy wcześniej, ani potem, nikomu nie udało się tego dokonać). Następnie, będąc faworytem, wygrał K-1 WPG na Hawajach, nokautując wszystkich trzech rywali.
Seria wygranych przez nokaut pojedynków sprawiła, że otrzymał szansę walki o mistrzostwo K-1 w wadze superciężkiej przeciwko Semmy'emu Schiltowi. Holender obronił tytuł, kontrolując i wygrywając walkę na punkty. Dla Siligi był to początek serii 5 porażek z rzędu (w tym z Pawłem Słowińskim w walce rezerwowej podczas Finału K-1 WGP 2007), którą przerwał dopiero rok później podczas K-1 WGP na Hawajach, gdy pokonał Justice'a Smitha.
W październiku 2010 roku wystąpił podczas Final 16, zastępując na kilka dni przed galą Andreja Arłouskiego. Pokonał przez jednogłośną decyzję Rumuna Raula Catinasa i po raz drugi w karierze awansował do Finału WGP. Przegrał w nim w ćwierćfinale przez nokaut z Peterem Aertsem. Lata 2011-2015 to pasmo porażek na międzynarodowych arenach. Przegrywał m.in. z Siergiejem Charinotowem, Benem Edwardsem czy Konstantīnsem Gluhovsem.

### Mieszane sztuki walki
31 grudnia 2008 Mighty Mo zadebiutował w DREAM w walce z byłym trzykrotnym mistrzem K-1 i mistrzem Pancrase, Semmym Schiltem. Przegrał w pierwszej rundzie przez duszenie trójkątne. Po ponad rocznej przerwie, w marcu 2010 roku (DREAM.13) stoczył walkę z Joshem Barnettem, którą również przegrał przez poddanie. Mimo przeciętnych wyników w MMA, związał się z czołową organizacją na świecie, Bellator MMA. W przeciągu dwóch lat stoczył tam cztery pojedynki, w tym trzy wygrane z rzędu m.in. nad Peterem Grahamem. Jedyną porażkę w organizacji odniósł 11 kwietnia 2014, przegrywając przez nokaut z Rosjaninem Aleksandrem Wołkowem. Po tej porażce został zwolniony. W kolejnych latach, związany m.in. z koreańskim ROAD FC, gdzie 24 września 2016 wygrał turniej wagi otwartej, nokautując w finale mierzącego 218 cm wzrostu Choi Hong-mana.

## Osiągnięcia
Kickboxing:
- 2007 K-1 World GP na Hawajach (GP USA) – 1. miejsce
- 2004 K-1 World GP w Las Vegas II – 1. miejsce

Mieszane sztuki walki:
- 2014: Bellator Season Ten Heavyweight Tournament - półfinalista turnieju wagi ciężkiej
- 2016: ROAD FC Openweight Tournament - 1. miejsce w turnieju wagi otwartej